# Scaphoideus kotoshonis
Scaphoideus kotoshonis är en insektsart som beskrevs av Matsumura 1950. Scaphoideus kotoshonis ingår i släktet Scaphoideus och familjen dvärgstritar. Inga underarter finns listade i Catalogue of Life.